# Noah Plume
Noah Plume (* 18. August 1996 in Neustadt am Rübenberge) ist ein deutscher Fußballspieler.

## Karriere
Nach seinen Anfängen in der Jugend der JSG Bordenau/Poggenhagen und von Hannover 96 wechselte er im Sommer 2010 in die Jugendabteilung des TSV Havelse. Nachdem er dort zu 100 Einsätzen und 14 Toren in der viertklassigen Regionalliga Nord gekommen war, wechselte er zur Saison 2018/19 in die 3. Liga zu den Sportfreunden Lotte. Bis zur Winterpause kam er jedoch nur einmal zum Einsatz.
Ende Januar 2019 verlieh der Drittligist Plume bis zum Saisonende zurück an seinen alten Verein TSV Havelse. Nach dem Ende der Leihe wurde er zur Saison 2019/20 fest verpflichtet. In der Saison 2020/21 gelang ihm mit dem Verein über die Aufstiegsspiele gegen den 1. FC Schweinfurt der Aufstieg in die 3. Liga. Dort kam Plume in der Saison 2021/22 auf 34 Drittligaeinsätze (19-mal Startelf) und erzielte ein Tor. Der TSV Havelse stieg jedoch direkt wieder in die Regionalliga Nord ab.
Zur Saison 2022/23 wechselte Plume zum Ligakonkurrenten VfB Lübeck, bei dem er einen Vertrag bis zum 30. Juni 2024 unterschrieb. Unter Lukas Pfeiffer kam er 31-mal zum Einsatz, stand 9-mal in der Startelf und erzielte ein Tor. Der VfB Lübeck schaffte am Saisonende als Meister den Aufstieg in die 3. Liga. Zudem gewann man den SHFV-Pokal, wozu er ein Tor in 3 Einsätzen beisteuerte.
Nachdem Plume an den ersten vier Spieltagen der neuen Spielzeit nicht zum Einsatz gekommen war, wechselte er Anfang September 2023 am letzten Tag der Transferperiode in die Regionalliga Nord zum VfB Oldenburg. Zur Saison 2024/25 kehrte er innerhalb der Liga zum TSV Havelse zurück.

## Erfolge
- Aufstieg in die 3. Liga (3): 3. Liga: 2021 (TSV Havelse), 2023 (VfB Lübeck), 2025 (TSV Havelse)
- Meister der Regionalliga Nord (2): 2023 (VfB Lübeck), 2025 (TSV Havelse)
- Landespokalsieger
  - Schleswig-Holstein: 2023 (VfB Lübeck)
  - Niedersachsen: 2020 (TSV Havelse)